# Гоньба
Гоньба́ (рос. Гоньба) — село у складі Барнаульського міського округу Алтайського краю, Росія.

## Населення
Населення — 2189 осіб (2010; 1726 у 2002).
Національний склад (станом на 2002 рік):
- росіяни — 95 %